# Gård fra Sdr. Sejerslev, vestl. Sønderjylland (Frilandsmuseet)
Gården fra Sønder Sejerslev på Frilandsmuseet er en stor, rig marskgård fra det sydvestligste Sønderjylland. Gårdens rigdom baserede sig på kvæghold og mejeribrug, hvilket bl.a. ses på den store kostald, ligesom skibsfart har spillet en vigtig rolle.
Gården blev i 1948 undersøgt af Nationalmuseets bondegårdsundersøgelser, erhvervet af Frilandsmuseet i 1962 og åbnet i 1971. Den fremstår som den så ud i midten af 1870'erne. Gårdens beboere var dansktalende og dansksindede i tiden hvor området var under tysk styre. Gården viser bondestandens absolutte elite på denne egn, og et besøg til museets husmandssted med knipleskole fra det nærliggende Nørre Sejerslev, vil vise nogle ganske anderledes forhold.

## Egnen
Landsbyen Sønder Sejerslev ligger på kanten af Hjerpsted bakkeø på gestranden i sikkerhed for stormflod. Marsken er en meget frugtbar egn og den flade, træløse eng og marskjord (kogsland) egnede sig fint til græsning og opdræt af fedekvæg. Netop studene havde den største betydning for egnens velstand. Studene kunne være egne kalve eller kalve købt fra Nørrejylland om foråret. De blev fedet op om sommeren og solgt hen på efteråret eller fedet yderligere op på stald vinteren over, for derpå at blive solgt om foråret.
Disse velhavende bønder havde også en indtægt ved søfart. De var ikke egentlige søfolk men investerede i skibe og ladninger og havde dermed store interesser i skudefarten i Vadehavet hvor stude og landbrugsprodukter blev eksporteret og kolonialvarer og træ blev importeret. Før Esbjerg Havn blev anlagt I 1860'erne, blev de små og fladbundede både lastet og losset direkte fra stranden eller ved anlægspladser i åløbene.
I Emmerlev Sogn og dermed Sønder Sejerslev, har der været blandet jurisdiktion. Før 1864 hørte nogle af gårdene til kongeriget mens nogle hørte under hertugdømmet Slesvig. Som fæstegård under Schackenborg gods hørte gården fra Sønder Sejerslev under kongeriget. Landsbyen havde to sognefogeder og forskellige love om retsvæsen, brandforsikring, køb og salg af ejendomme m.m. Efter 1864 kom alt under Preussen i 1867 omlagdes administrationen fuldstændigt - og det blev vanskeligt at være dansksindet.

## Gårdens historie
Gården er en fin repræsentant for egnens byggeskik med ydermure af røde sten, pyntelige murede kviste over indgangene i facaden og stor stald og lade. Gården står i grundmur, en byggemåde der først blev indført i de sønderjyske landsdele og ved Vestkysten. Den blev almindelig i løbet af 1700-tallet, og i Sønderjylland blev der oprettet adskillige lokale teglværker, som leverede brændte sten til de lokale bønder. Størstedelen af stuehuset, stalden og laden har tidligere været opført i bindingsværk og væglukninger i bulvægge. Dette kan ses på spor efter skråstivere i loftsbjælkerne og not til de vandretliggende bulplanker i stolperne i staldens nordvæg.
Store dele af gården stammer fra begyndelsen af 1700-tallet, men den er blevet udbygget af flere omgange i takt med at produktionen er ændret. Stalden blev udvidet da dyreholdet blev forøget og samtidig blev laderum udvidet for at gøre plads til yderligere vinterfoder. De senere om- og tilbygninger i 1779 og 1823 kan ses i murankre på ladens og staldens gavle. Gårdens nuværende skikkelse svarer til udseendet efter 1874, hvor stuehuset blev ændret en del, da en ny ejer flyttede ind. Gårdens udvidelser skal ses på baggrund af, at gården har fået udvidet sit jordareal. Som den står på Frilandsmuseet, har der været 80 tdr. land pløjejord og ca. 60 tdr. kogsland (eng og marsk).På hjemstedet blev efterladt en nyere udvidelse af bryggerslængen og en ladebygning som nu udgør dele af et nyt gårdanlæg.
Gårdens grundform er som det er almindeligt på egnen: En meget lang øst-vest orienteret hovedlænge på 42,5 meter, delt op på midten af en indgangsdør med gang. Gangen leder på den ene side ind til stald og lader og til den anden side ind i beboelsen.

## Beboelsen
I hele beboelseshusets længde ligger fire stuer i forlængelse af hinanden – der er et flot kig gennem alle stuerne: kønne dørns, daglig dørns, mellemstue og pisel. Der er panelvægge mellem stuerne og flisebeklædning på stuernes ydervægge. Kønne dørns er en dagligstue til pænere brug, derfor er bordet dækket op med det fine porcelæn klar til at tage imod gæster, måske til sønderjysk kaffebord. Kønne dørns er moderne indrettet med tapet på indervægge, ferniseret gulv, nips, potteplanter, gardiner og ikke mindst med det originale møblement som Claus Clausen indrettede sig med i 1874: kaffebord, sofa og syv tilhørende stole.
Stuen blev opvarmet med en dobbelt kakkelovn, som er halvt indmuret i den næste stue, daglig dørns, som var familiens sædvanlige opholdssted efter arbejdet. Her er alt træværk egetræsådret, dvs. døre, loft, vinduer, skab og alkovelåger er malet i en særlig teknik, hvor en simpel træsort kunne bringes til at ligne en finere. Her har Claus Clausen siddet og ført sine regnskaber over korn- og studehandler. Mellem alkoven og køkkendøren står et af Peter Michelsens standure på den plads, det sandsynligvis har haft siden den blev fremstillet omkring 1750. Det slår timeslag og viser udover sekunder, dato og måned også ugedagens navn og symbol.
Den næste stue, mellemstuen kunne ikke opvarmes og har kun været brugt til soverum. Her står et solur, også fremstillet af Peter Michelsen. På væggen hænger et naivt maleri, malet af H. Martens i 1854. Det viser nogenlunde udsigten fra stuens vinduer over mod Emmerlev Kirke og Højkro, som har en helt særlig betydning for egnen. Den sidste stue er piselen, som heller ikke kan opvarmes. Den fungerer som overstuen, dvs. med gemmemøbler til opbevaring af linned og klæder. Måske har denne stue også fungeret som ligstue, hvor den døde lå i sin kiste, og hvor der blev våget indtil begravelsen. I piselen bliver der hver jul pyntet et smukt juletræ, som det kunne gøres i 1870'erne i Sønderjylland, hvor dansk sindelag kunne vises på mange måder, bl.a. i store mængder rød og hvidt juletræspynt. Bag piselen ligger to kamre; et gæsteværelse og et kammer til henstilling af tekstilredskaber som karter, hasper, rokke og hegler.
I det aflange køkkenrum står et støbejernskomfur og et langt bord hvor kvinderne både arbejdede med maden og spiste. Der er også adgang til et lille spisekammer og udenfor køkkenvinduerne ses vandpumpen. I bryggerslængen er det åbne ildsted med støbejernsgruekedel, men der er ingen bageovn formodentlig fordi man allerede i 1870'erne var begyndt at købe brød. Der var i Sønder Sejerslev flere hvedebrøds- og rugbrødsbagere. Fra bryggerset er der adgang til rullestue med rulle og linnedskab, en stor og dyb kælder, et pigekammer og en folkestue hvor karle og drenge spiste sammen og hvor tjenestefolkene opholdt sig om aftenen. Det er museets eneste folkestue på en bondegård. Indtil langt op i 1800-tallet opholdt både ansatte og familie sig sammen på de danske bondegårde - også fordi tjenestefolkene tit var i nær eller fjernere familie med gårdens folk. Men på store velhavende gårde blev det almindeligt at dele sig op, indrette en folkestue, og på den måde skabe social afstand til sine tjenestefolk.

## Udlængerne
Går man til højre fra mellemgangen kommer man ind i den store stald (æ bås) med båse i begge sider og plads til: 4 heste, 50 kreaturer, heraf 7-6 malkekøer og nogle får. Når dyrene skulle vandes, blev de sluppet løs i stalden og drak fra et muret trug, der blev fyldt gennem en trærende fra pumpen uden for. I stalden er også tøndelokum og en hakkelseskiste (til opbevaring af hakket strå til foder), placeret under hakkelsesmaskinen på loftet. Fra stalden er også adgang til studestald og karlekammer som også er selekammer. Bagerst ligger svinestien med hønsehuset over som det blev brugt i Vestjylland (se f.eks. museets gård fra Lønnestak)
Den store lade, som også er tærskelo og vognport, er bygget i højremskonstruktion, hvor taget ikke bæres af ydervægge, men af de svære stolper (højremsben), som står i en række ca. 1 ½ meter fra ydermuren. Højremsbenene bærer den lange vandrette højrem hvorpå spærene hviler. Det aflange rum langs ydervægge kaldes udskuddet, og er brugt til opbevaring af tørv og diverse landbrugsredskaber. Her står bl.a. en hjulplov, som i 1870'erne i det øvrige Danmark for længst var blevet erstattet af den lettere svingplov. Men på marskegnen var den stadig velegnet til den tunge eng- og marskjord og til brækning af hedejord. Laden får lys gennem en række runde, murede glughuller i gavlen. Her må museumsgæsterne forestille sig store mængder hø, halm og utærsket korn, som af hensyn til brandfaren ikke kan vises.

## Gårdens beboerne
Udover landbruget var gårdens ejere i flere århundreder involveret i den internationale handel både til lands og til vands. I 1600-tallet blomstrede den lukrative skudefart sydover fra handelsbyerne Ribe og Tønder og de driftige bønder købte anparter i skibene. Også mange af Sønder Sejerslev-gårdens ejere investerede i skudehandlen, også sejlads på Grønland hvor der blev jagtet sæler, hvalrosser og hvaler. Dette fremgår bl.a. af en regnskabsbog som blev ført af gårdens skiftende ejere fra 1698 til 1878. Allerede Tyge Hansen, gårdens ejer i slutningen af 1600-tallet, var aktiv i skibsfarten og oprettede i 1698 et forsikringsselskab ”fællespungen” som første år fik 39 medlemmer.
Peter Michelsen, som overtog gården i 1730'erne, beskæftigede sig med mange forskellige ting ved siden af studeopdræt og korndyrkning. Han havde mekanisk og teknisk snilde, og virkede som bl.a. urmager og gørtler, handelsmand og kobbersmed. På gården står et standur tilvirket af Peter Michelsen. Han tilbød også ”serviceabonnementer” og indgik i 1733 en aftale med Jens Termensen af Mielby om at vedligeholde hans lommeur for 1 rigsdaler om året ”…undtagen fald eller stød eller anden Ulempe”. Kontrakten blev dog opsagt efter to år, da Jens Termensen ikke holdt sin del af aftalen.
Gården blev overtaget af Clausen-slægten efter Peter Michelsens enke. Denne slægt sad på gården til op i 1900-tallet. Familien tilhørte egnens absolutte elite og Mikkel Sørensen Clausen, var en højt agtet sognefoged. Til hans begravelsen deltog ca. 270 gæster med 68 vogne. Der blev bespist 200 gæster og i testamentet blev oprettet et legat på 3900 rigsmark til fordel for trængende i Sønder Sejerslev bylag.
Familien ejede flere gårde i nabolaget, og den var lejet ud i perioden 1839-1874. I 1874 overtog Mikkel Sørensens søn, den nygifte Claus Nielsen Clausen, gården, og indrettede stuerne med moderne og bekvemmelige nyheder som tapeter, gardiner og polstrede møbler i stuerne og støbejernskomfuret i køkkenet. I staldene kom nye landbrugsredskaber til som f.eks. en slåmaskine til høst.

## Gårdens have
Gården har ingen særlig køkkenhave, da man plejede at udlægge et nærliggende markstykke til det formål. Gårdens prydhave er lagt efter 1800-tallets landskabelige forbilleder med græsplæne, hyggekroge, lysthus og små stier omkring blomsterbedene. Om foråret lyser en række gammeldags tulipansorter op i græsplænens runde bede og foran beboelsesdelens vinduer står en række stynede lindetræer.